# Melody and the Tyranny
Melody and the Tyranny — мініальбом американського рок-гурту Velvet Revolver, що вийшов перед їхнім другим студійним альбомом Libertad у 2007 році.

## Запис та випуск альбому
До мініальбому увійшли два треки з Libertad, а також кавер-версія Talking Heads «Psycho Killer», що була записана під час тих же сесій. Окрім цього до релізу увійшов відеозапис живого виконання пісні «Do It for the Kids» з дебютного альбому Velvet Revolver Contraband, а також документальний фільм про створення Libertad, знятий Рокко Гуаріно.
Мініальбом вийшов лише в Європі та Австралії, і не виходив у Північній Америці. Тираж був обмежений 5 тисячами примірників. Платівка вийшла у двох форматах: CD з документальним відео, та CD/DVD, до якого був доданий 30-хвилинний документальний фільм про турне 2007 року Південною Америкою. Реліз відбувся в червні 2007 року, перед європейськими фестивалями Velvet Revolver. За словами Даффа Маккагана, музиканти вирішили «дати людям познайомитись з новим матеріалом до того, як його буде зіграно».
«Емерітус» (колишній штатний оглядач) сайту Sputnik Music Дейв де Силвіа оцінив платівку на два з половиною бали з п'яти. На його думку, Melody and the Tyranny міг зацікавити хіба що завзятих шанувальників, які не могли дочекатися виходу Libertad. Де Силвіа порівняв стартову композицію «She Builds Quick Machines» із хітом «Slither» з попереднього альбому, звернувши увагу на її передбачуваність та шаблонну структуру з тихим куплетом та гучним приспівом. Набагато кращою вийшла друга «Just Sixteen», павер-поп-композиція, що описувала відносини вчительки із шістнадцятирічним студентом. Нарешті, кавер «Psycho Killer» він назвав «прихованим скарбом» альбому. Щодо бонусних відео, документальний ролик про запис альбому вийшов досить нецікавим, проте живе виконання «Do It For The Kids» з концерту 2004 року виділялось високою енергетикою.

## Список пісень
| #  | Назва                                 | Автор                                  | Тривалість |
| -- | ------------------------------------- | -------------------------------------- | ---------- |
| 1. | «She Builds Quick Machines»           | Вейланд, Слеш, Маккаган, Сорум, Кушнер | 4:02       |
| 2. | «Just Sixteen»                        | Вейланд, Слеш, Маккаган, Сорум, Кушнер | 3:59       |
| 3. | «Psycho Killer» (кавер Talking Heads) | Бірн, Франц, Веймут                    | 4:13       |

| Додаткові відеоматеріали | Додаткові відеоматеріали                 | Додаткові відеоматеріали |
| #                        | Назва                                    | Тривалість               |
| ------------------------ | ---------------------------------------- | ------------------------ |
| 1.                       | «Making Of Libertad»                     | 10:30                    |
| 2.                       | «Do It for the Kids» (наживо в Х'юстоні) | 4:13                     |

## Учасники запису
- Скотт Вейланд — вокал
- Слеш — соло-гітара
- Дейв Кушнер — ритм-гітара
- Дафф Маккаган — бас, бек-вокал
- Метт Сорум — ударні, перкусія, бек-вокал

## Місця в хіт-парадах
| Чарт                                                                | Найвища позиція |
| ------------------------------------------------------------------- | --------------- |
| Danish Single Chart [Архівовано 26 вересня 2007 у Wayback Machine.] | 4               |